# マルセロ・フローレス
マルセロ・フローレス（Marcelo Flores, 2003年10月1日 - ）は、カナダ・オンタリオ州出身のプロサッカー選手。メキシコ代表。UANLティグレス所属。ポジションはミッドフィールダー、フォワード。

## 経歴

### 幼少期
イギリス系カナダ人の母親とメキシコ人サッカー選手の父親のもとカナダに生まれ、オンタリオ州ジョージタウンで育った。父親がケイマン諸島女子代表の監督を務めていた頃は自身もケイマン諸島で過ごし、イプスウィッチ・タウンの下部組織のコーチに招かれ、トレーニングキャンプに参加。1週間のキャンプでインパクトを残し、イプスウィッチ・タウンの下部組織に加わることとなった。
2019年、フリーでアーセナルへと移った。2020-21シーズン、U-18チームでプレイし、2試合で3ゴールを挙げるなど、幸先のよいスタートを切った。

### クラブ
トップチームでの練習にも参加した後、2020年10月にプロ契約を交わした。そのすぐ後には、期待のかかる次世代の若手選手としてガーディアン紙の紙面を飾った。2022年4月4日、クリスタル・パレス戦で初めてトップチームのベンチ入りとなったが、交代での出場機会はなかった。
7月20日、1シーズンの期限つきでセグンダ・ディビシオンのレアル・オビエドに移籍。8月15日、アンドラ戦で途中出場し、プロデビューを果たした。
2023年9月10日、メキシコのUANLティグレスに移籍。

### 代表
カナダ、イングランド、メキシコの代表資格を有している。2019年、U-16イングランド代表に初招集されたが、その年にU-16メキシコ代表への合流を決断し、参加したモンテギュー国際大会で全試合に出場した。
2020年12月、翌年1月に行われるカナダ代表の強化合宿への召集を受諾したが、後にこの招集は撤回され、アーセナルに残った。2021年6月18日、CONCACAFゴールドカップに向けたカナダ代表の予備登録メンバー60名に選出された。
9月、U-20メキシコ代表としてU-20スペイン代表との2試合に出場した。11月にもレヴェレイションズ・カップに臨むU-20メキシコ代表に召集され、3試合に出場し2ゴールを挙げ、優勝に貢献した。同月末、A代表の監督を務めるヘラルド・マルティーノは、12月8日に行われるチリとの親善試合にフローレスを召集する可能性を示唆した。11月29日、ついにA代表から召集を受け、所属するアーセナルもこれを承認した。そしてこの親善試合で83分から途中出場し、メキシコ代表デビューを果たした。
A代表での出場は親善試合のみであったため、カナダやイングランドに代表資格を変更する可能性も残されていたが、2022年5月、メキシコ代表として活躍することを選んだ。6月11日、CONCACAFネーションズリーグのスリナム戦に出場し、正式にメキシコ代表としてキャップを刻んだ。

## 人物
姉のシルヴァナと妹のタチアナもサッカー選手で、どちらも2020年夏にアーセナルからチェルシーへ移籍した。

## 個人成績

### クラブ
| 国内大会個人成績 | 国内大会個人成績 | 国内大会個人成績 | 国内大会個人成績 | 国内大会個人成績 | 国内大会個人成績 | 国内大会個人成績 | 国内大会個人成績 | 国内大会個人成績 | 国内大会個人成績 | 国内大会個人成績 | 国内大会個人成績 |
| 年度             | クラブ           | 背番号           | リーグ           | リーグ戦         | リーグ戦         | リーグ杯         | リーグ杯         | オープン杯       | オープン杯       | 期間通算         | 期間通算         |
| 年度             | クラブ           | 背番号           | リーグ           | 出場             | 得点             | 出場             | 得点             | 出場             | 得点             | 出場             | 得点             |
| イングランド     | イングランド     | イングランド     | イングランド     | リーグ戦         | リーグ戦         | FLカップ         | FLカップ         | FAカップ         | FAカップ         | 期間通算         | 期間通算         |
| ---------------- | ---------------- | ---------------- | ---------------- | ---------------- | ---------------- | ---------------- | ---------------- | ---------------- | ---------------- | ---------------- | ---------------- |
| 2022-23          | アーセナル       | 78               | プレミア         | 0                | 0                | -                | -                | -                | -                | 0                | 0                |
| スペイン         | スペイン         | スペイン         | スペイン         | リーグ戦         | リーグ戦         | 国王杯           | 国王杯           | オープン杯       | オープン杯       | 期間通算         | 期間通算         |
| 2022-23          | オビエド         | 11               | セグンダ         | 13               | 0                | 2                | 0                | -                | -                | 15               | 0                |
| メキシコ         | メキシコ         | メキシコ         | メキシコ         | リーグ戦         | リーグ戦         | コパMX           | コパMX           | オープン杯       | オープン杯       | 期間通算         | 期間通算         |
| 2023-24          | UANLティグレス   | 24               | MX               | 25               | 6                | -                | -                | -                | -                | 25               | 6                |
| 通算             | イングランド     | イングランド     | プレミア         | 0                | 0                | 0                | 0                | 0                | 0                | 0                | 0                |
| 通算             | スペイン         | スペイン         | セグンダ         | 13               | 0                | 2                | 0                | -                | -                | 15               | 0                |
| 通算             | メキシコ         | メキシコ         | MX               | 25               | 6                | 0                | 0                | -                | -                | 25               | 6                |
| 総通算           | 総通算           | 総通算           | 総通算           | 38               | 6                | 2                | 0                | 0                | 0                | 40               | 6                |

### 代表
| メキシコ代表 | 国際Aマッチ | 国際Aマッチ |
| 年           | 出場        | 得点        |
| ------------ | ----------- | ----------- |
| 2021         | 1           | 0           |
| 2022         | 2           | 0           |
| 通算         | 3           | 0           |

## タイトル

### 代表
U-20メキシコ代表
- レヴェレイションズ・カップ（2021）[28]

### 個人
- レヴェレイションズ・カップ最優秀選手賞（2021）[29]